# Tomasz Księżczyk
Tomasz Księżczyk lub Książczyk ps. Stanisław (ur. w 1881  w Łodzi, zm. 15 stycznia 1905 tamże) – działacz socjalistyczny i niepodległościowy. Działacz Polskiej Partii Socjalistycznej. Członek Kół Bojowych Samoobrony Robotniczej.

## Życiorys
Syn Marcina, ogrodnika fabrykantów łódzkich Richterów. Po ukończeniu szkoły elementarnej, praktykował u szewca, a następnie podjął samodzielną pracę jako szewc. w 1900 r. wstąpił do Polskiej Partii Socjalistycznej w Łodzi.
26 grudnia 1904 r. uczestniczył w demonstracji PPS przeciwko mobilizacji ogłoszonej w związku z wojną rosyjsko-japońską w okolicach Górnego Rynku. W manifestacji uczestniczyło ponad 1000 osób. O umówionej godzinie z domu przy ulicy Zakrzewskiej 3 z rozwiniętym sztandarem wyszedł chorąży Tomasz Księżczyk. W demonstracji po raz pierwszy wzięła udział uzbrojona bojówka Kół Bojowych Samoobrony Robotniczej zorganizowana przez Tomasza Arciszewskiego.
Pochód został zaatakowany przez patrol kozacki. Bojowcy odparli atak, zabijając starszego strażnika Teodora Żelanowa i kozaka Piotra Tiskowa. W czasie drugiego ataku kozaków przy ulicy Widzewskiej zabrakło amunicji zaś demonstracja została rozproszona. 
Kolejna manifestacja antymobilizacyjna zorganizowana została w dniu 15 stycznia 1905 r. Dla odwrócenia uwagi, pół godziny przed rozpoczęciem bojowcy PPS rzucili dwie bomby. Manifestacja została rozproszona przez dragonów przy ulicy Piotrkowskiej. Doszło do strzelaniny pomiędzy członkami Kół Bojowych Samoobrony Robotniczej a policją. Tomasz Księżczyk, jako chorąży sztandaru PPS, został zastrzelony przez komisarza (prystawa) II cyrkułu policyjnego Michała Szatałowicza. Przejeżdżał on tramwajem i stojąc na przednim pomoście usiłował strzałami powstrzymać czoło pochodu.
Nie udało się zorganizować pogrzebu w dniu 17 stycznia, ponieważ ciało zostało wykradzione przez policję i potajemnie pochowane na cmentarzu. W związku ze śmiercią Księżczyka Centralny Komitet Robotniczy PPS wydał odezwę do robotników łódzkich.
Zabójca Księżczyka, komisarz Szatałowicz został zabity w zamachu bombowym na polecenie Wydziału Spiskowo-Bojowego PPS zorganizowanym przez Tomasza Arciszewskiego. Zamachu dokonał szewc Józef Szurgot, członek Organizacji Spiskowo-Bojowej PPS, przyjaciel Tomasza Księżczyka. Został wyznaczony do tej akcji na swoją usilną prośbę. Szurgot również zginął w zamachu.  
W 1930 r. został odznaczony Krzyżem Niepodległości z Mieczami.